# グルクロン酸
グルクロン酸（グルクロンさん、glucuronic acid）とは、グルコースに対応するウロン酸である。光学異性体のうち、天然にはD体のみが知られる。共役塩基の陰イオンであるグルクロン酸イオンは、グルクロナートと呼ばれる塩を形成する。グルクロン酸の名称はギリシア語のγλυκός「甘い」に由来する。

## 構造
グルクロン酸は、炭素数6個のグルコースの6位の炭素が酸化されて、すなわち、グルコースのヒドロキシメチル基の部分が酸化されてカルボキシ基に変換されたカルボン酸である。分子式は C6H10O7、分子量は194.1408 である。このように糖の末端に有るヒドロキシメチル基が、カルボキシ基にまで酸化された化合物群は、ウロン酸と総称される。そのウロン酸の中でも、グルクロン酸は代表的なウロン酸として知られる。

### 対応するアルドン酸
グルコースの炭素鎖を切らない範囲での酸化によって生合成されるカルボン酸としては、グルクロン酸の他に、グルコン酸（gluconic acid）が挙げられる。グルコン酸はグルコースの1位の炭素が酸化されて、すなわち、グルコースのアルデヒド基の部分が酸化されて、カルボキシ基に変換された構造をしたカルボン酸である。

### ラクトン形成
グルクロン酸もグルコン酸も、分子内で脱水縮合して環状化し、ラクトンを形成し得る。環状化したグルクロン酸はグルクロノラクトン、環状化したグルコン酸はグルコノラクトンと呼ぶ。

## 生合成
グルクロン酸は、肝臓でグルコースを原料として、ウロン酸経路で合成される。カルボキシ基と3位の水酸基は、分子内で自発的に脱水縮合して、グルクロノラクトンが生成する。

## グルクロン酸抱合
生体が体外へと廃棄したい脂溶性の化合物を水溶性に変換するために、脂溶性の高い化合物に、水溶性の高い小さな分子を結合させる反応を、抱合と総称する。グルクロン酸は水に対して、高度に可溶性の物質であり、抱合に利用可能な化合物の1つである。そのため動物体内において、体外へ排出したい脂溶性の高い化合物に、しばしばグルクロン酸が結合される。また、体外から入ってきた異物だけでなく、ビリルビンのような体内で生成された老廃物に対して、グルクロン酸を結合する反応も知られている。加えて、輸送し易くするために、ホルモンの中でも脂溶性の高いホルモンに、グルクロン酸が結合されたりもする。これらの過程は、グルクロン酸化、あるいは、グルクロン酸抱合と総称される。なお、グルクロン酸抱合を行った後の化合物群、つまりグルクロン酸が結合された化合物群は、グルクロニドもしくはグルクロノシド、またはグルクロン酸抱合体と総称される。水溶性が増したグルクロニドの形にして、生体内から体外へと排出される。

### グルクロニドの排出に関わるトランスポータ
グルクロニドを輸送するためのトランスポータとしては、cMOAT（別名: ABCC2）や、MRP3（別名: ABCC3）が知られる。
ただし、これらのトランスポータはグルクロニドだけを輸送するトランスポータではない。cMOATは、グルクロニドの他に、硫酸抱合体、グルタチオン抱合体なども輸送する。MRP3は、グルクロニドの他に、グリココール酸やタウロコール酸なども輸送する。

### グルクロン酸抱合の能力
新生児はグルクロン酸抱合を行う能力が、成人と比べると低く、新生児に投与されたクロラムフェニコールは充分にグルクロン酸抱合が行われないため、クロラムフェニコールの毒性を増し、いわゆるグレイ症候群を発症する事が知られている。他にも、イリノテカンのヒトに対する毒性は、遺伝子多型によるグルクロン酸抱合能の差によって、大きな個体差が出る事は有名である。これらの例のように、グルクロン酸抱合の能力の差は、薬物の毒性が発揮されるかどうかに大きな影響を及ぼす事が判っている。
なお、アセトアミノフェンの肝毒性にもグルクロン酸抱合の能力が関わっている。アセトアミノフェンは、肝臓でグルクロン酸抱合か硫酸抱合を受けて水溶性を高めてから、腎臓から尿中へと排泄する経路が主要な代謝・排泄経路である。しかし、多量のアセトアミノフェンが体内に入ると、肝臓での抱合処理であるグルクロン酸抱合と硫酸抱合の速度が限界に達して、アセトアミノフェンを強い肝毒性を有する物質へと変換してしまうCYP2E1による代謝が増加する。その毒性を消すために消費されるグルタチオンが枯渇し、グルタチオン抱合が行えず、アセトアミノフェンの代謝物による肝毒性が顕在化する事が知られている。この例のように、グルクロン酸抱合を始めとした抱合反応に支障を来たすと、薬物の解毒に支障が出る事が判っている。

p-biphenylamineのグルクロン酸抱合。p-biphenylamineのアミノ基に、グルクロン酸の水酸基を脱水縮合させた。

## UDP-グルクロン酸
グルクロン酸抱合には中間体として、UDP-グルクロン酸が使用される。UDP-グルクロン酸は、脊椎動物において肝臓で合成される。
毒物のグルクロン酸抱合は、UDP-グルクロン酸転移酵素によって触媒される。この酵素は、肝臓に限らず、主要な体内器官で見つかる。新生児期や遺伝子的多型などでこの酵素の働きが低下すると黄疸などの症状を呈することがある。
UDP-グルクロン酸はまた、多糖類へのグルクロン酸供給源であり、また、アスコルビン酸の生合成中間体でもある。グルクロン酸は、還元されてグロン酸に変換され、それがアスコルビン酸に変換される。ただし、霊長類およびモルモットやコウモリなどは、グルクロノラクトンオキシダーゼを欠くため、アスコルビン酸を生合成できない。

## グルクロニダーゼと腸肝循環
グルクロニダーゼは、グルクロン酸と他の化合物との間のグリコシド結合を加水分解する酵素であり、グルクロン酸抱合と直接は関係が無い。しばしば、腸内細菌が発現しているβ-グルクロニダーゼは、グルクロニドからグルクロン酸を加水分解して取り除く酵素であり、これを腸内細菌による脱抱合と呼ぶ。脱抱合が原因でグルクロニドは、腸から吸収され易い脂溶性の高い物質に戻るため、脂溶性の高い物質が腸から再吸収され、門脈を通じて肝臓へと戻る腸肝循環が発生し得る。
例えば、ヒトに吸収されたクロラムフェニコールは、肝臓でグルクロン酸抱合を受けるか、または、分子内の第2級アミンの部分が壊されて2,2-ジクロロ酢酸が取り外されるかが、主な代謝経路であり、これによって抗菌活性は失われる。この中で、クロラムフェニコールのグルクロニドは、胆汁中に排泄されるものの、腸内細菌によってグルクロン酸が取り外され、腸管内でクロラムフェニコールに戻されたために、腸から再吸収されて肝臓に戻るという、腸肝循環が起こる事が知られている。
ただし、例えばリファンピシンなどは、肝臓でアミンからメチル基が取り外されて、それが胆汁中に排泄されるものの、この状態でも腸肝循環が起こる。このように、腸肝循環が起こる理由は、腸内細菌のグルクロニダーゼだけが原因ではない点を付記しておく。

## その他
薬剤の分子構造を設計する際に、体内で輸送され易くするためにグルクロン酸の構造を、O-グリコシド結合によって結合させる場合もある。N-アセチルグルコサミンとグルクロン酸が結合した二糖を単位とした多糖が、ヒアルロン酸である。